# Route nationale 30 (Inde)
Pour les articles homonymes, voir Route nationale 30.
La route nationale 30 (en anglais : National Highway 30, sigle NH 30), une route nationale  en Inde qui commence à Sitarganj dans l’Uttarakhand et se termine à Ibrahimpatnam en Andhra Pradesh.

## Tracé
La NH30 part de Sitarganj puis traverse Pilibhit, Bareilly, Tilhar, Shahjahanpur, Sitapur, Lucknow, Raebareli, Prayagraj , Rewa, Jabalpur, Mandla, Raipur, Dhamtari, Charama, Kanker, Kondagaon, Jagdalpur, Sukma, Konta, Nellipaka, Bhadrachalam, Palwancha, Kothagudem, Tiruvuru et se termine à Ibrahimpatnam, Vijayawada.
La route traverse les États : Uttarakhand, Uttar Pradesh, Madhya Pradesh, Chhattisgarh, Telangana, Andhra Pradesh,